# Bording Kirkeby
Bording Kirkeby är en ort med omkring 100 invånare i Ikast-Brande kommun, Danmark.